# L'Alize
«L'Alizé», El intercambio de viento es el segundo sencillo de la cantante francesa Alizée. Fue lanzado en diciembre del año 2000. Su sencillo tuvo una versión instrumental limitada. Posteriormente se comercializaron 2 sencillos más, en loa que se agregaron remixes.

## Lista de pistas
CD FRANCÉS
1. L'Alizé 4:15

1. L'Alizé (version instrumentale) 4:15

CD FRANCÉS DELUXE EDITION
1. L'Alizé 4:15

1. L'Alizé (Vent d'amour club remix) 5:15

1. L'Alizé (Sirocco house remix) 4:50

1. L'Alizé (Sweet brise slow remix) 4:55

1. L'Alizé (Dans le vent dance mix) 5:16

CD ALEMAN DELUXE EDIOTION
1. L'Alizé (Radio edit) 3:35

1. L'Alizé (Vent d'amour club remix) 5:15

1. L'Alizé (Sunny season mix) 5:25

1. L'Alizé (Sweet brise slow remix) 4:55

1. L'Alizé (Dans le vent dance mix) 5:16

1. L'Alizé (Single version) 4:15

French 12" vinyl single
A Side :
1. L'Alizé (Vent d'amour club remix) 5:15

1. L'Alizé (Single) 4:15

B Side :
1. L'Alizé (Sirocco house remix) 4:50

1. L'Alizé (Sweet brise slow remix) 4:55

## Charts, certifications, sales
- Datos: Q85872663